# Josep Maria Corredor i Pomés
Josep Maria Corredor i Pomés (Girona, 3 de juny del 1912 – Perpinyà, 29 de setembre del 1981) fou un escriptor, traductor i mestre català. Va ser secretari particular de Pau Casals –de fet, es tracta de la persona que més sabia del violoncel·lista– i traductor a la seu de l'ONU a Ginebra. La seva obra més important és Conversations avec Pablo Casals (Paris: Albin Michel, 1955), escrita originalment en francès l'any 1954.
«Mai no he pretès de convèncer, sinó únicament de testimoniar. I testimoniar sobretot en la nostra llengua, cosa que per a mi no significa recloure's, ans al contrari: esbatanar-se tot cercant la comprensió i la fraternitat d'una manera autèntica.» Josep M. Corredor, 1971
«Cada hora porta el seu afany, i segons la meva opinió, en aquesta hora crucial, plena d'incerteses i d'esperances, la perpetuació de la llengua ha d'ésser l'afany prioritari.» («Llengua i intel·lectualisme», Serra d'Or, desembre 1969). («Llengua i intel·lectualisme», Serra d'Or, desembre 1969)

## Biografia

### Infància i joventut (1912-1939)

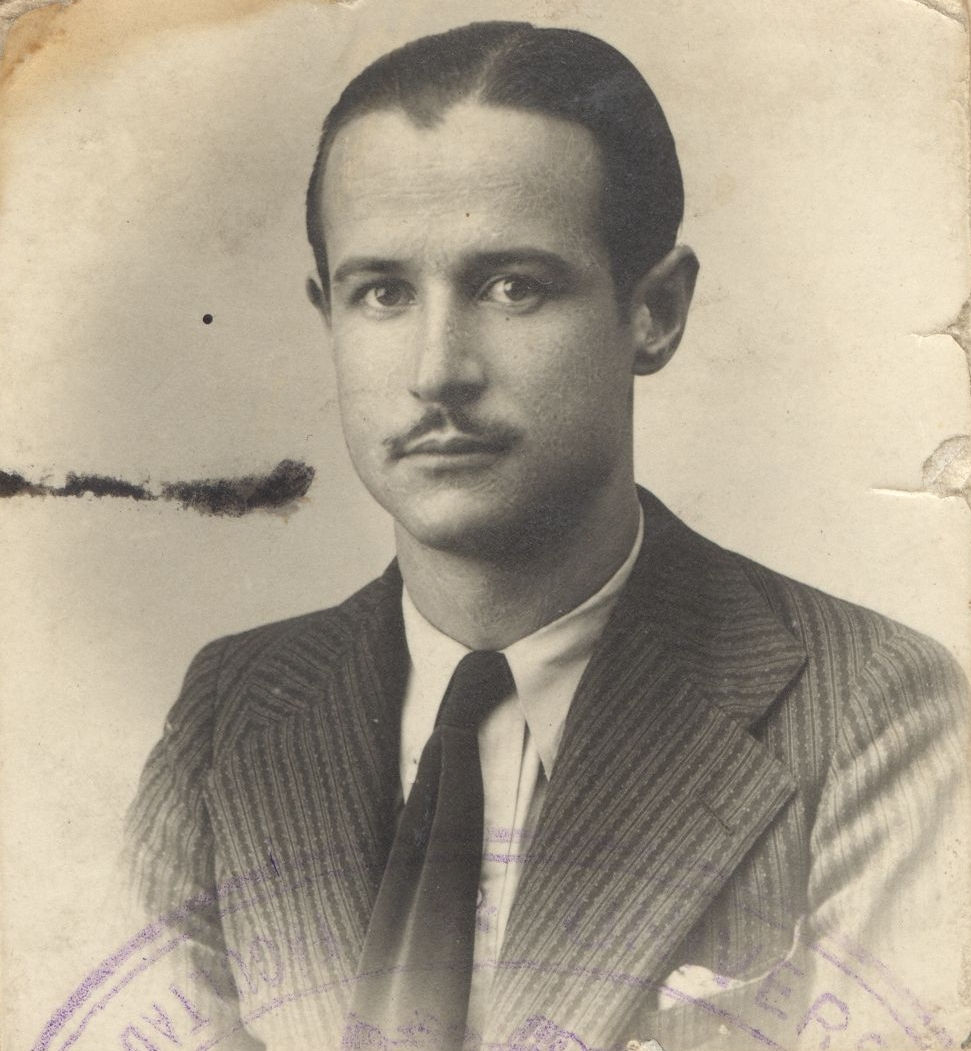
Josep Maria Corredor a l'època universitària

Josep Maria Corredor i Pomés neix el 3 de juny del 1912 al carrer de Pascual i Prats de Girona. És el fill petit del matrimoni format per Manuel Corredor i Serafina Pomés. La seva germana gran, Rosa, es farà monja adoratriu a la seva ciutat natal, mentre que el segon fill de la parella, Josep, moria amb només 13 anys uns mesos abans de néixer el periodista. Amb l'adveniment de la República, Josep M. Corredor forma part dels cercles intel·lectuals progressistes de la ciutat i inicia les col·laboracions a la premsa de les comarques gironines. Després de diplomar-se a l'Escola Normal de Mestres, es traslladà a Madrid i a Barcelona per tal de cursar estudis de Filosofia. Alumne de José Ortega y Gasset i Joaquim Xirau, l'alçament militar de 1936 l'obliga a interrompre els estudis i ingressar al front de guerra.

### El primer exili: Montpeller (1939-1945)
Derrotat l'exèrcit republicà, el 1939 Corredor s'exilia a Montpeller i troba allotjament a la Residència d'Intel·lectuals Catalans, on coincidí amb Antoni Rovira i Virgili, Pompeu Fabra, Carles Riba i diversos joves republicans. Es matriculà a la Universitat de Montpeller, on finalitzà els estudis universitaris. El 1948, obtingué el títol de doctor amb la tesi Joan Maragall: un Esprit méditerranéen, dirigida per Joan Amade. Tres anys més tard, la publicació de la tesi en francès –amb pròleg de Jean Sarrailh, rector de la Sorbona de París– despertà l'interès del món intel·lectual català i espanyol, des de Josep Carner, passant per Pau Casals fins a Azorín o Gregorio Marañón, entre d'altres. Anys més tard, la traducció al català del seu estudi guanyava el premi de biografia Aedos, i fou publicat amb pròleg de Gaziel.

### Establiment definitiu a Perpinyà (1945)
Després de la Segona Guerra Mundial, Perpinyà fou la residència estable de Corredor. El 1946 es casà amb Rosa Planella –Pompeu Fabra fou el padrí de noces– i un any més tard naixia la seva única filla, Maria Rosa. A la capital rossellonesa, treballà com a professor d'espanyol al Liceu Aragó i, anys més tard, com a docent de català a la Universitat de Perpinyà Via Domícia. Durant aquells anys, participà assíduament a la tertúlia de Claudi Ametlla, de la qual també eren habituals Amadeu Hurtado i Ferran Cuito, entre d'altres, que constituïen el nucli promotor de la revista Quaderns d'Estudis Polítics, Econòmics i Socials de Perpinyà. Freqüentà Antoni Rovira i Virgili, Pau Casals i Pompeu Fabra, i dugué a terme una prolífica activitat intel·lectual: publicació de llibres en català, traduccions, correcció de textos, participació en iniciatives culturals i desenes de col·laboracions a la premsa periòdica de l'exili i de l'interior. Amb la recuperació de la democràcia a Espanya, durant la primera transició, tot i mantenir la residència al Rosselló, exercí d'inspector d'Ensenyament a les comarques gironines.

### La relació amb Pau Casals
A finals dels anys quaranta, Corredor començà a freqüentar Pau Casals a Prada de Conflent. Col·laboraren tots dos en diverses iniciatives culturals, i l'autor gironí es convertí en el secretari personal del músic. Gaudí de la seva plena confiança i, fruit de l'estreta relació, el 1955 apareixien les mundialment famoses Conversations avec Pablo Casals: souvenirs et opinions d'un musicien.

### Corredor i Antonio Machado
Des del febrer del 1939, les despulles del poeta Antonio Machado reposaven en un nínxol prestat al cementiri de Cotlliure, a l'espera d'una solució definitiva. El 1957, Josep M. Corredor prengué la iniciativa i publicà l'article «Un grand poète attend son tombeau», a Le Figaro Littéraire de París. El text es convertí en el motor d'una campanya internacional de recollida de fons arreu del món que permeté la construcció de la tomba per al poeta.

### Traductor a les Nacions Unides
El 1954, Josep M. Corredor accepta un encàrrec de traductor i intèrpret en una conferència de l'Organització de les Nacions Unides a Ginebra. La feina, que havia de ser temporal, s'enllaçà amb nous contractes els estius dels vint-i-cinc anys següents, durant els quals la família Corredor es traslladà a un pis de Ginebra propietat de l'esposa de Josep Pijoan. Corredor viatjà a Àustria, Dinamarca, l'Iran o Egipte, i aquesta activitat li permeté coincidir amb alguns prestigiosos intel·lectuals espanyols del moment que desenvolupaven tasques similars, com Julio Cortázar, María Zambrano, Manuel Azcárate, Pablo d'Azcárate, Eduardo Mendoza o Aquilino Duque, entre d'altres.

### La transició i el no-retorn

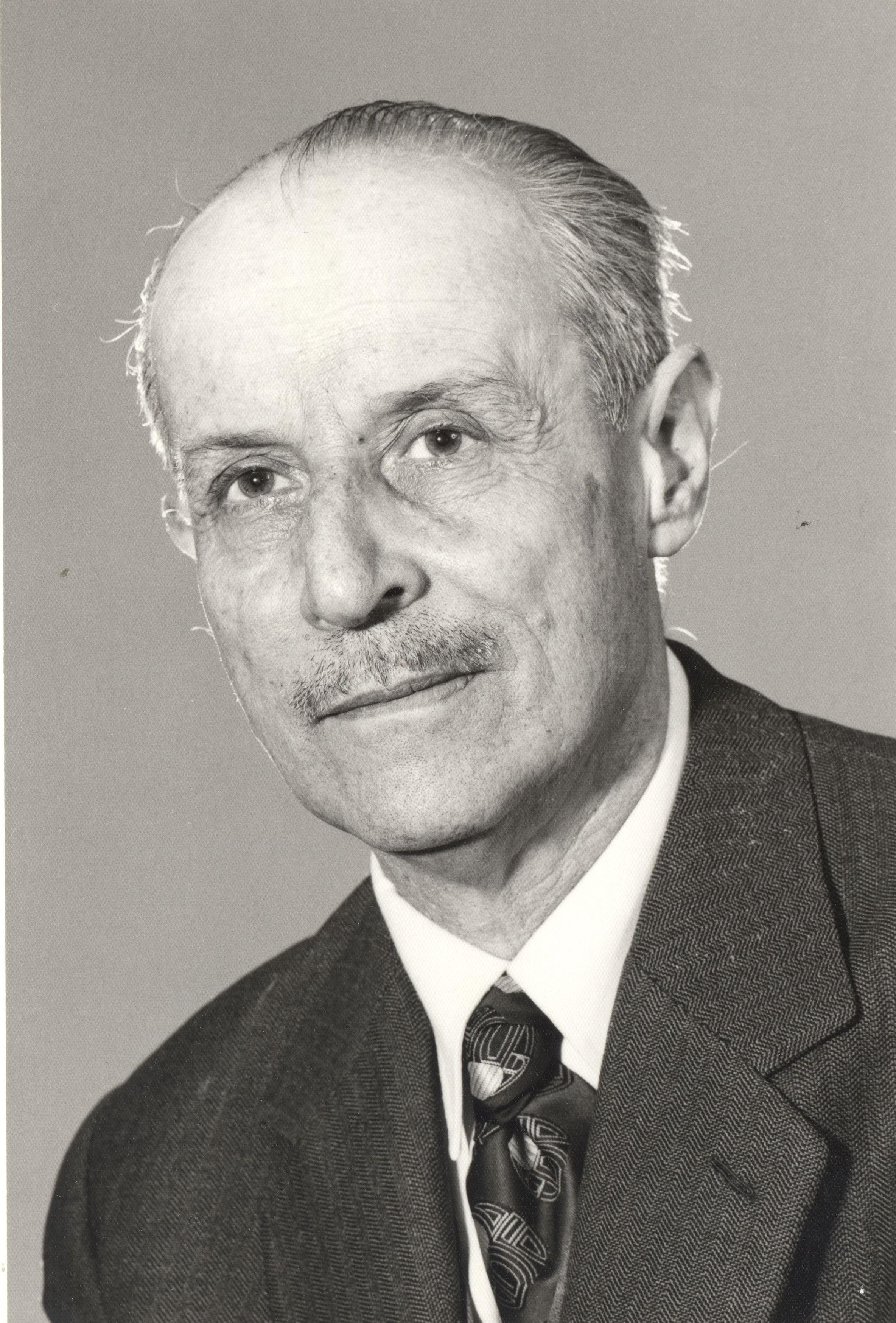
Josep Maria Corredor

A partir dels anys seixanta, amb la voluntat d'incidir en la realitat social i cultural de l'interior, l'autor començà a col·laborar en la premsa de l'interior i centrà els seus esforços en dos eixos: acabar amb deformacions del retrat històric dels anys previs a la Guerra Civil i contribuir a la preservació de la llengua catalana.
Malgrat això, a la fi del franquisme, arribat el moment de la recuperació de les llibertats, la situació del país el va desanimar i frustrar. En l'àmbit polític, la seva veu va quedar relegada a un segon terme, ofegada sota les declaracions dels representants polítics oficials. L'escriptor gironí es va sentir estafat i desencisat, i no va aconseguir alliberar-se del sentiment de recança i desencís davant la percepció que s'estaven desaprofitant oportunitats per promoure l'ús social de la llengua catalana i la possibilitat de fer front comú entre els partits catalans per recuperar les llibertats. Potser per aquest motiu, el 29 de setembre del 1981, amb la sensació que no tenia lloc en el nou escenari de la transició, va decidir llevar-se la vida a Perpinyà, en l'últim acte d'autoafirmació de la pròpia existència, i pocs dies més tard va ser enterrat al cementiri de Sant Jaume de la capital rossellonesa.

## Obra
L'obra principal de Corredor és la següent:
- Joan Maragall. Un esprit méditerranéen (1951). Tesi doctoral a la Universitat de Montpeller.
- Conversations avec Pablo Casals (1955). Traducció al català: Converses amb Pau Casals (1967), i diverses reedicions, la més recent de l'editorial Edicions de la Ela Geminada, 2012, amb motiu del centenari del seu naixement.
- Joan Maragall (1960). Biografia. Premi Aedos 1960.
- El món actual i el nostre país (1961). Premi Josep Yxart d'assaig.
- Casals, biografia il·lustrada (1967).
- De casa i d'Europa (1971).
- Assaigs i comentaris (1972).
- Homes i situacions (1976). Recull uns vint texts publicats en català al diari francès L'Indépendant sobre cultura i política.

També feu traduccions d'André Gide i de Jean Paul Sartre.
Amb motiu del centenari del seu naixement, es va publicar el volum Contra la valoració de la mediocritat. Articles i assaigs d'exili Arxivat 2015-08-17 a Wayback Machine. (A Contravent, 2012), antologia de textos i estudi introductori sobre l'autor i la seva obra a cura de Francesc Montero Aulet.